# Wędzielowo
Wędzielowo (biał. Вендзелева, ros. Венделево) – wieś na Białorusi, w obwodzie mińskim, w rejonie mińskim, w sielsowiecie Pietryszki.
W dwudziestoleciu międzywojennym Wędzielowo było sowiecką miejscowością nadgraniczną bezpośrednio sąsiadującą z Polską. Po drugiej stronie granicy znajdował się folwark Szapowały.